# Aldera Resort Life
Aldera Resort Life es un barrio cerrado privado de 1.600ha ubicado entre Emboscada y San Bernadino, Paraguay. La comunidad cuenta con jardines, área de juegos infantiles, un campo de golf profesional, una laguna y un restaurante. Se encuentra a 35km de la ciudad capital Asunción, a 5 km del idilico Lago Ypacarai y a 8 km lejos de la pequeña ciudad de San Bernardino.
En marzo de 2024, Carsten Pfau, el propietario y desarrollador del proyecto, anunció que se construirán 5000 unidades residenciales en Aldera Resort.El total de las ventas en el barrio cerrado superará los mil millones de dólares estadounidenses.
El lanzamiento oficial tuvo lugar el 23 de julio en el Hotel Sheraton de Asunción. El proyecto ha sido descrito como "probablemente el desarrollo inmobiliario más grande en la historia del país".
El proyecto cuenta con una alianza estratégica con el Banco GNB, que actúa como la entidad financiera exclusiva.
El complejo ofrece más de 150 actividades e incluye una zona comercial exclusiva, una escuela, un campo de golf de 27 hoyos y un aeródromo con una pista pavimentada de 2.000 metros.